# Mihael Zmajlović
Mihael Zmajlović, hrvaški politik in ekonomist, * 19. januar 1978, Jastrebarsko, SR Hrvaška, SFRJ. 
Od leta 2012 do 2016 je bil zaposlen na ministrstvu za varstvo okolja in narave v kabinetu Zorana Milanovića, prej pa je bil od leta 2009 do 2012 župan Jastrebarskega. Je član levosredinske Socialdemokratske stranke Hrvaške.